# Gootsteenzeefje

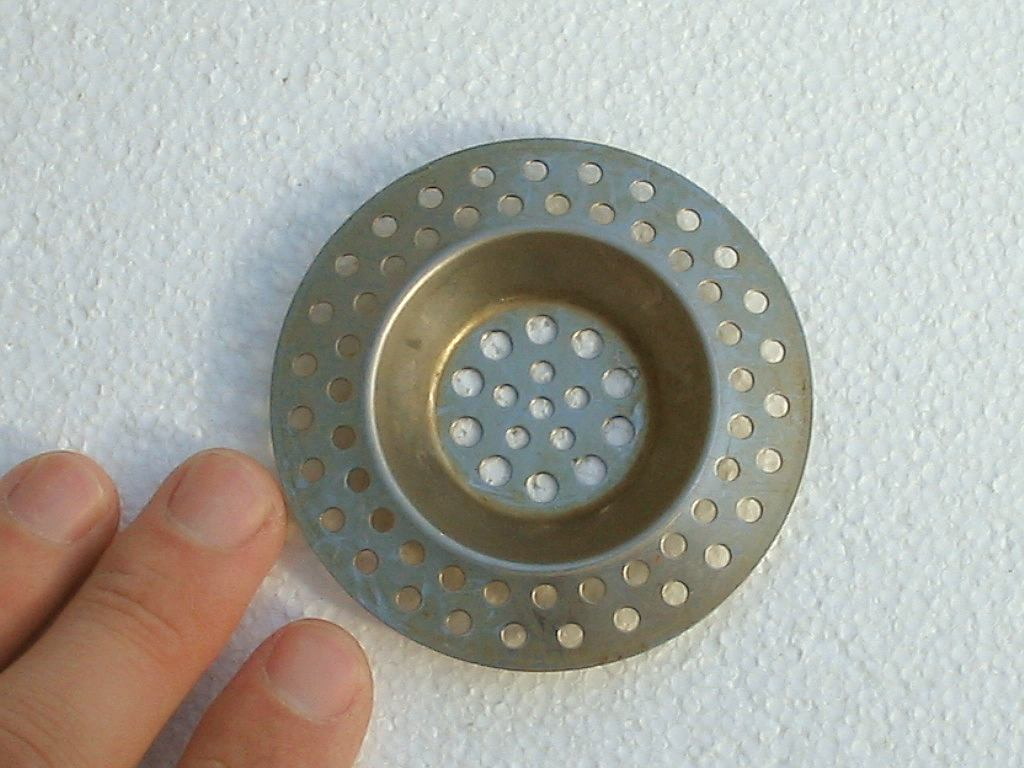
Metalen gootsteenzeefje

Een gootsteenzeefje, gootsteenkorfje of gootsteenvergiet is een klein voorgevormd voorwerp, bedoeld om in de gootsteen te plaatsen. Het is bedoeld om troep in de gootsteen niet door de afvoer te laten verdwijnen, zodat het in de vuilnisbak of groencontainer kan worden gedeponeerd. Hiermee kan een verstopping van de keukenafvoer worden voorkomen.
Doorgaans is het gemaakt van plastic of metaal, met een kleine opstaande rand, zodat rommel in de gootsteen niet gelijk het zeefje verstopt. Het is rond van vorm met verschillende gaten, zodat het water er gemakkelijk doorheen loopt, maar grotere stukken afval niet.